# Bazyli (Fedak)
Bazyli, nazwisko świeckie Fedak, ang. William Fedak (ur. 1 listopada 1909 na Bukowinie, zm. 10 stycznia 2005 w Winnipeg) – ukraiński biskup prawosławny działający w Kanadzie, zwierzchnik Ukraińskiego Kościoła Prawosławnego Kanady w latach 1985–2005.

## Życiorys
W wieku trzech lat razem z rodziną emigrował z Bukowiny (położonej ówcześnie w granicach Austro-Węgier) do Kanady. Rodzina – rodzice i sześcioro dzieci – osiadła w White Creek w prowincji Saskatchewan. Wasyl Fedak (w Kanadzie posługiwał się oficjalnie formą William Fedak) uzyskał wykształcenie pedagogiczne, po czym pracował jako nauczyciel w osadach założonych przez emigrantów ukraińskich w swojej rodzinnej prowincji, w 1932 ożenił się.
Do stanu duchownego wstąpił w 1944, przyjmując święcenia kapłańskie w niekanonicznym Ukraińskim Kościele Prawosławnym Kanady (ukończył uprzednio jego trzyletnie seminarium duchowne). Do 1978 służył w nim jako biały, żonaty duchowny. Obsługiwał różne parafie w prowincjach Ontario i Manitoby. Przyczynił się także do powstania nowych placówek duszpasterskich oraz do wzniesienia nowych cerkwi w Sandy Lake, Such, Angusville i Oakburn. Od 1950 do 1978 był proboszczem parafii przy soborze św. Włodzimierza w Hamilton. W 1971 został nagrodzony najwyższą nagrodą cerkiewną przewidywaną dla białego duchowieństwa – mitrą.
Po śmierci małżonki złożył wieczyste śluby mnisze i 15 lipca 1978 został wyświęcony na biskupa Saskatoon, wikariusza eparchii centralnej. W 1983 został arcybiskupem Toronto i eparchii wschodniej. Trzy lata po chirotonii biskupiej, po śmierci arcybiskupa kanadyjskiego Andrzeja, objął urząd zwierzchnika Kościoła z tytułem metropolity. W okresie sprawowania przez niego urzędu uregulowany został status kanoniczny kierowanej przez niego administratury, która przyjęła jurysdykcję Patriarchatu Konstantynopolitańskiego. Święcenia kapłańskie i biskupie duchownych Kościoła nie zostały uznane i wszyscy oni przyjęli po raz drugi chirotonie odpowiedniego stopnia. Zwierzchnikiem Ukraińskiego Kościoła Prawosławnego Kanady pozostawał do śmierci w 2005.